# Casa de Melo de Portugal
La Casa de Melo de Portugal es una casa nobiliaria surgida de una rama menor de la Casa de Braganza.  
Descienden de los duques de Braganza, de Nuno Álvares Pereira, y del rey Juan I de Portugal, entre otros.  
Los miembros de esta casa descienden del general Álvaro de Braganza, quien fuera canciller, secretario de justicia de Portugal y funcionario de la Corona española (hijo de Fernando I y de Felipa de Melo de Villena y Menezes, señora de la casa de Olivenza, hija y única heredera de Rodrigo de Melo).  
De esta familia se desprenden los duques de Cadaval, con la baronía de la Casa de Braganza, marqueses de Ferreira, condes de Olivenza,y condes de Tentúgal en Portugal; y en España, marqueses de Vellisca, mMarqueses de Tordelaguna, condes de Gelves y condes de Asumar.

## Miembros destacados
- Diego Melo de Portugal, Obispo de Osma.
- Alfonso de Portugal, II conde de Vimioso.
- Pedro Melo de Portugal, virrey del Río de la Plata.
- Francisco Melo de Portugal, virrey de Sicilia y Cataluña.
- María del Pilar Melo de Portugal y Heredia, X marquesa de Rafal.
- Vicente Melo de Portugal, IX marqués de Rafal.
- Cristóbal Manuel de Villena y Melo de Portugal, general de los reales ejércitos de España.
- Rafaela da Silva Melo de Portugal, condesa de Melo.